# گذار به دموکراسی در شیلی
گذار به دموکراسی در شیلی (انگلیسی: Chilean transition to democracy)، در روز ۱۱ مارس ۱۹۹۰، بعد از یک دوره گذار با خاتمه دادن به رژیم نظامی به رهبری آگوستو پینوشه، حکومت شیلی به حکومتی بر اساس دموکراسی تغییر یافت. این انتقال ۱۵ سال به درازا کشید. برخلاف بیشتر موارد گذار به دموکراسی در کشورها که توسط نخبگان یا فردی از آحاد مردم رهبری می‌شود، این فرایند گذار دموکراتیک به عنوان یک گذار بینابین، انتقالی که هم رژیم و هم جامعه مدنی در آن سهیم هستند، شناخته می‌شود. در طول دوره گذار، همان‌طور که رژیم با خشونت سرکوب را افزایش می‌داد، به طور همزمان از لیبرالیزاسیون حمایت می‌کرد- به تدریج نهادهای دموکراتیک را تقویت کرد و کم‌کم، حاکمیت نظامی بر کشور را کاهش داد.
سه عامل در شکل‌گیری دموکراسی دخیل بود: اقتصاد، نقش نیروی نظامی و سیاست داخلی. رشد سریع اقتصادی (مرتبط به یک محیط تورمی پایین)، زوال حکومت استبدادی، و تصمیم احزاب سیاسی برای متحد شدن با یکدیگر به صورت یک ائتلاف موقت جامع ایدئولوژیکی جهت هدف اصلی که تلاشی برای شکست پینوشه و حکمرانی نظامیان او بود. در حال حاضر، شیلی از لحاظ شاخص دموکراسی حائز رتبه ۲۹ می‌باشد.